# Andrezinho (azerbejdżański piłkarz)
André Luiz Ladaga "Andrezinho" (ur. 19 lutego 1975 roku w Rio de Janeiro), azerski piłkarz pochodzenia brazylijskiego, występujący na pozycji pomocnika. W 2006 roku otrzymał obywatelstwo Azerbejdżanu i zdecydował się na grę w tamtejszej reprezentacji. Pierwszą bramkę w reprezentacji zdobył 6 września 2006 roku w spotkaniu Eliminacji do Euro 2008 z Kazachstanem.